# Абрамцевская улица
Абра́мцевская улица (до 1965 года — Смоле́нская улица) — улица в Северо-Восточном административном округе города Москвы на территории района Лианозово. Берёт начало от Илимской улицы, далее пересекается с Череповецкой улицей и заканчивается за Вологодским проездом. Нумерация домов ведётся от Илимской улицы.

## Происхождение названия
Названа 10 ноября 1965 года по подмосковному музею-усадьбе «Абрамцево», одной из важнейших культурно-исторических памятников XIX—XX вв., в связи с расположением улицы в северной части Москвы по направлению к Абрамцеву.

## История
До 1965 года улица носила название Смоленская (в посёлке имени Ларина).

## Здания и сооружения[5][6]
По нечётной стороне:
- № 1 — жилой двенадцатиэтажный восьмиподъездный панельный дом, построенный в 1977 году.
- № 3 — жилой двенадцатиэтажный шестиподъездный панельный дом, построенный в 1977 году. В доме располагаются, помимо других организаций, аптека и отделение «СберБанка».
- № 3А — жилой девятиэтажный шестиподъездный панельный дом, построенный в 1977 году.
- № 3Б — жилой девятиэтажный шестиподъездный панельный дом, построенный в 1977 году.
- № 5 — жилой двенадцатиэтажный восьмиподъездный панельный дом, построенный в 1976 году.
- № 7 — жилой двадцатичетырехэтажный одноподъездный панельный дом, построенный в 2004 году. В доме находится продуктовый магазин. С верхних этажей дома открывается вид на парк «Лианозово».
- № 9 корпус 1 —  жилой двенадцатиэтажный тринадцатиподъездный панельный дом, построенный в 1985 году. В этом доме располагается Московский Лианозовский театр.
- № 9 корпус 2 — жилой шестнадцатиэтажный одноподъездный панельный дом, построенный в 1985 году.
- № 9 корпус 3 — жилой десятиэтажный трёхподъездный панельный дом, построенный в 2003 году.
- № 11 корпус 1 — жилой двенадцатиэтажный пятнадцатиподъездный панельный дом, построенный в 1985 году.
- № 11 корпус 2 — жилой двенадцатиэтажный трёхподъездный панельный дом, построенный в 1987 году.
- № 11 корпус 3 — жилой двадцатичетырехэтажный одноподъездный панельный дом, построенный в 2004 году.
- № 13 — частный детский сад № 1784.
- № 17 — административное здание, в котором расположены продуктовый магазин и офисы компаний.
- № 35 — техникум и реабилитационный центр для инвалидов департамента социальной защиты населения города Москвы.

По чётной стороне:
- № 2 — жилой двенадцатиэтажный четырёхподъездный панельный дом, построенный в 1976 году.
- № 2 корпус 2 — жилой шестнадцатиэтажный двухподъездный панельный дом, построенный в 1980 году.
- № 4 — жилой пятиэтажный четырёхподъездный кирпичный дом, построенный в 1967 году.
- № 4 корпус 1 — жилой пятиэтажный четырёхподъездный кирпичный дом, построенный в 1967 году
- № 4 корпус 2 — жилой восьмиэтажный кирпичный дом.
- № 6 — жилой двенадцатиэтажный четырёхподъездный панельный дом, построенный в 1976 году.
- № 6А — частная школа.
- № 8 — жилой шестнадцатиэтажный одноподъездный панельный дом.
- № 8А — жилой шестнадцатиэтажный панельный дом, построенный в 1977 году.
- № 10 — административное здание.
- № 12 — жилой двенадцатиэтажный десятиподъездный панельный дом, построенный в 1976 году.
- № 14 — жилой двенадцатиэтажный десятиподъездный панельный дом, построенный в 1976 году.
- № 14 корпус 1 — административное здание.
- № 14 корпус 2 — детский сад комбинированного вида № 1073.
- № 16 — диагностический центр № 5 и поликлиника.
- № 16Б — жилой шестнадцатиэтажный восьмиподъездный панельный дом, построенный в 1976 году.
- № 18 — жилой двенадцатиэтажный пятиподъездный панельный дом, построенный в 1976 году.
- № 20 — жилой шестнадцатиэтажный одноподъездный панельный дом, построенный в 1978 году.
- № 22 — жилой двенадцатиэтажный четырёхподъездный панельный дом, построенный в 1977 году.
- № 24 — жилой двенадцатиэтажный пятиподъездный панельный дом, построенный в 1980 году.
- № 24 корпус 1 — жилой двенадцатиэтажный пятиподъездный панельный дом, построенный в 1981 году.
- № 24 корпус 2 — начальная школа—детский сад № 1819 «Радуга».
- № 26 — автобусная станция.

## Транспорт[5]
Улица асфальтирована, движение по улице двухстороннее.
Начало улицы:
- Остановка «Абрамцевская улица, 1»: автобус № 771 — семь остановок от станции метро «Бибирево» или шестнадцать остановок от станции метро «Медведково».

Конец улицы:
- Остановка «Абрамцевская улица»: № 564, 586, 601, 705, 771, 994.

## Галерея
- Вид с Череповецкой улицы на начало
- Вид от Лианозовского парка на конец
- Вид на конец